# BMPT Terminator
Pour les articles homonymes, voir BMPT.
Le BMPT (sigle du russe Боевая машина поддержки танков (Boïevaïa Machina Podderjki Tankov) soit « véhicule de combat de soutien de char ») est un véhicule de combat de soutien de char russe conçu sur le châssis du char de combat T-90 et qui a pour fonction d'accompagner et de protéger les autres véhicules blindés sur le champ de bataille. Développé sur la base des retours d'expérience de l'invasion soviétique de l'Afghanistan et de la guerre de Tchétchénie, le prototype du BMPT a été dévoilé en mars 2000 au salon de l'armement Ural Expo 2000 à Nijni Taguil.

## Historique

### Origines et développement
L'idée de concevoir le BMPT apparut aux Russes après la première guerre de Tchétchénie en raison des pertes importantes subies par l'armée russe, en particulier lors des combats à Grozny où ils apprirent à leurs dépens que leurs chars de combat T-80 n'étaient pas adaptés au combat en zone urbaine. Les ingénieurs d'Ouralvagonzavod eurent alors l'idée de concevoir un véhicule blindé basé sur le châssis du char T-72 et doté d'un armement polyvalent. En 1999, il est décidé de concevoir le premier prototype sur base du châssis d'un T-90.
En 2017, un projet basé sur le châssis Armata est présenté, mais n'est pas encore construit fin 2020.

### Histoire opérationnelle
Ce n’est cependant qu’en mai 2022, semble-t-il, qu’une première compagnie opérationnelle russe - la seule selon certains analystes - appuyée par ce char est déployée en Ukraine, dans la bataille de Sievierodonetsk,. Le Terminator est aperçu dans les environs de Kreminna durant la bataille de la ligne Svatove-Kreminna. Selon les données d'Oryx en date du 16 décembre 2023, un exemplaire a été détruit et deux autres endommagés depuis le début du conflit.
Le 24 février 2024, des drones kamikazes FPV ukrainiens ont attaqué des entrepôts, le lieu n'est pas indiqué, « où étaient stockés plusieurs véhicules blindés et équipements militaires ». Le bilan se chiffre par la destruction de chars de combat T-72 et T-80, un « BMPT Terminator », un véhicule blindé de combat d'infanterie BMP-3, un char de dépannage BREM-1, ainsi que plusieurs camions de ravitaillement,.

## Caractéristiques techniques

### Armement

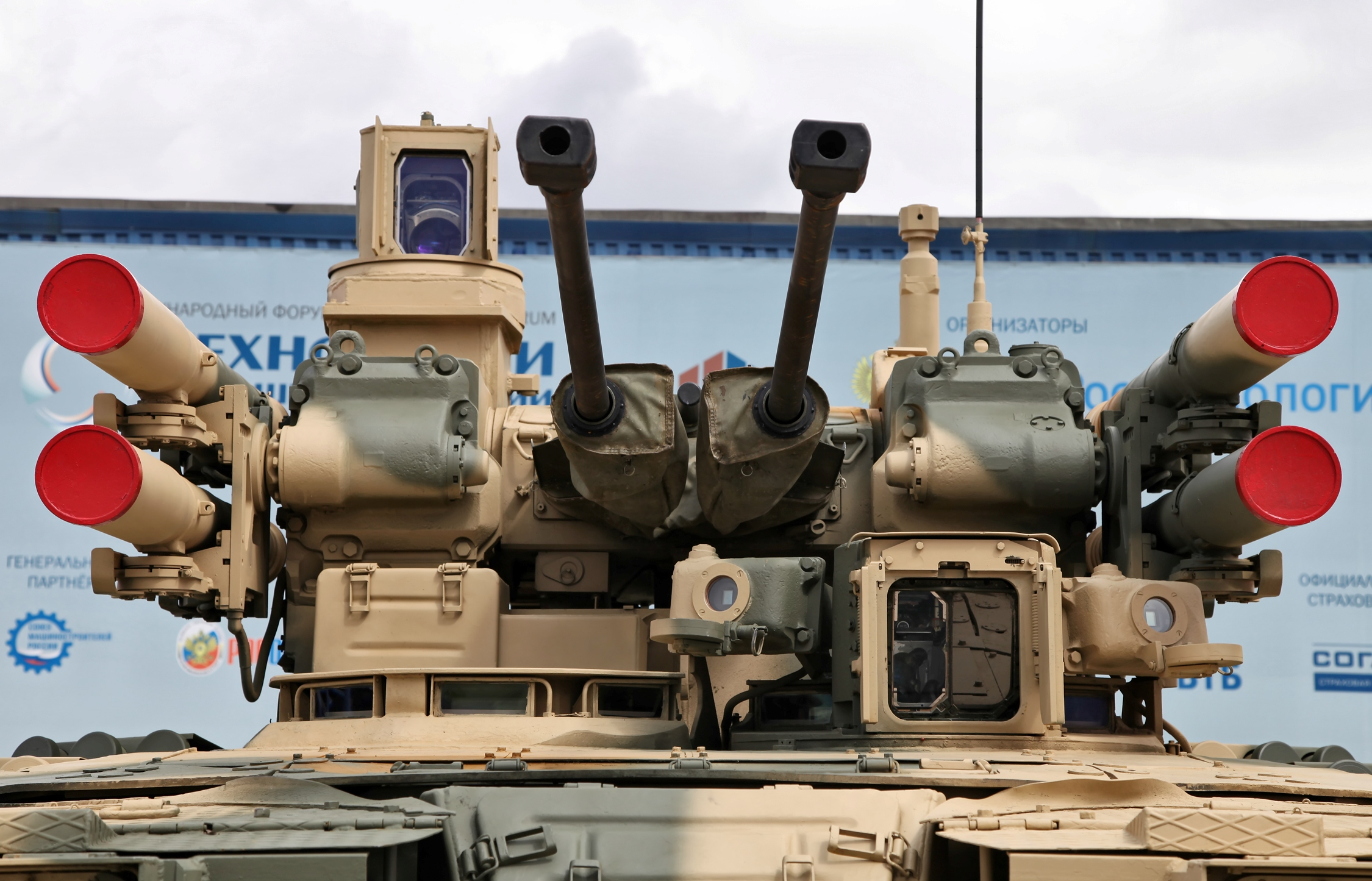
Vue de face de la tourelle.

Le BMPT possède une tourelle biplace à armement en superstructure, dont l'avantage est d'avoir une masse réduite par rapport à une tourelle classique.
Deux canons mitrailleurs jumelés 2A42 de calibre 30 mm montés sur un affût reposent sur le toit de la tourelle. Chaque canon est approvisionné par un seul couloir d'alimentation composé d'une unique bande de cartouches contenant 425 obus. Les deux bandes de cartouches sont logées dans deux coffres de forme semi-circulaire installés au fond du panier de la tourelle, sous les sièges du tireur et du chef d'engin.
 Ces canons disposent d'une capacité de pointage en site élevée de 45 degrés (-5° en site négatif) permettant au BMPT de tirer sur des aéronefs lents ainsi que sur les étages supérieurs d'un immeuble en zone urbaine.
Une mitrailleuse coaxiale PKTM de calibre 7,62 mm est montée dans un coffret blindé situé juste au-dessus des deux canons de calibre 30 mm. Elle est approvisionnée à raison de 2 000 cartouches.
Quatre missiles antichars 9M120 Ataka viennent compléter cet armement. Ils sont montés par paire de chaque côté de l'affût supportant les canons mitrailleurs. Les missiles peuvent être tirés avec une élévation maximale en site de 25°.
Deux lance-grenades automatiques AGS-17D de calibre 30 mm sont installés dans des coffrets blindés montés sur les déports de caisse, au-dessus des chenilles. Ils sont chacun approvisionnés par une bande de 300 grenades. Ils sont opérés, à distance, par deux servants installés de chaque côté du conducteur. Chaque lance-grenades est monté sur une rotule possédant un débattement limité.

### Conduite de tir et moyens d'observation
Le BMPT possède un calculateur balistique appelé « Ramka ».

#### Tireur
- Le tireur possède un viseur jour/nuit ПH 7121 intégrant une caméra thermique et un télémètre laser. Il permet deux grossissements : × 4 (grand champ) et × 12 (petit champ). Afin de permettre le tir en marche, le viseur est stabilisé en site et en gisement.
- Deux épiscopes sont montés de part et d'autre du viseur du tireur.

#### Chef d'engin
- Le chef d'engin dispose d'un viseur panoramique ПK 7119 possédant une voie jour et une voie nuit. Le viseur est stabilisé en site et en gisement et intègre un télémètre laser. L'observation de nuit est réalisée grâce à une caméra de télévision à bas niveau de lumière (TVBNL) fonctionnant par intensification de la lumière résiduelle. L'image filmée peut être recopiée sur un moniteur vidéo à disposition du tireur.
- La trappe du chef d'engin est entourée d'une couronne formée de quatre épiscopes.

#### Servants
- Les deux opérateurs des lance-grenades possèdent chacun un viseur périscopique Agat-MP monté sur un socle rotatif.

### Protection

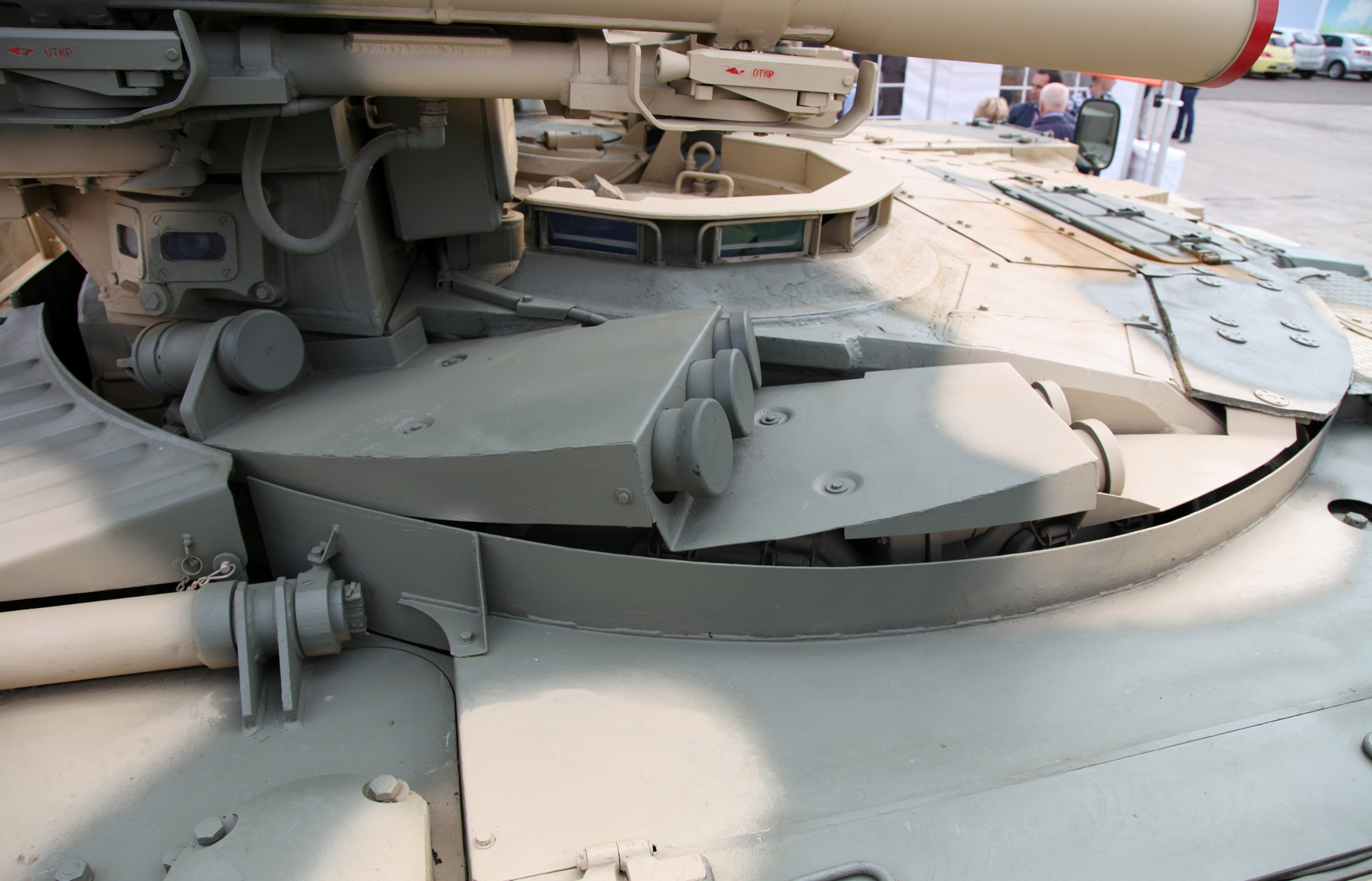
Les lance-pots fumigènes de 81 mm sont dissimulés dans le toit de la tourelle à l'aide de carénages.

Le BMPT reprend le châssis du T-90 mais le blindage réactif explosif Kontakt-5 est remplacé par un blindage Relikt du même type. Afin d'offrir une protection accrue dans des situations de guerre asymétrique, les flancs de l'engin sont également protégés  par des tuiles de blindage réactif explosif Relikt.
Des grilles de protection statistiques sont placées autour du compartiment moteur.
Un revêtement pare-éclats tapisse l'intérieur du véhicule.
Deux paires de détecteurs d'alerte laser OTShU-1-7 et douze lance-pots fumigènes 902A Tucha de 81 mm sont montés sur le toit de la tourelle.

### Mobilité
Développé en même temps que le T-90S Modèle 1999 (Objet 188SM), le BMPT reprend le moteur V-92S2 de 1 000 ch proposé sur le T-90S.
Un groupe auxiliaire de puissance est monté dans le déport de caisse au-dessus du barbotin de la chenille droite. Il fournit 5 kW d'électricité lorsque le moteur est à l'arrêt.
Il reprend également les deux boîtes de vitesses latérales utilisées sur le T-72 et le T-90. Elles assurent l'entraînement des chenilles et la direction du char. Chacune des boîtes de vitesses comporte sept rapports en marche avant et un en marche arrière, le passage des rapports s'effectue manuellement, à l'aide d'un embrayage et d'un levier de vitesses. Deux leviers assurent la direction du char.
La suspension comporte six galets de roulement en aluminium moulé sous pression d'un diamètre de 750 mm et trois rouleaux porteurs, un barbotin à l'arrière et une poulie tendeuse à l'avant. Le débattement vertical des bras de suspension varie selon la barre de torsion, de 358 à 370 mm. Les premiers, deuxièmes et sixièmes galets de roulement comportent chacun un amortisseur rotatif hydraulique.

## Versions
- Objet 199 Ramka : prototype dévoilé en 2000, il ne possède qu'un seul canon mitrailleur 2A42 de calibre 30 mm et utilise des missiles antichars 9M113 Konkours qui sont installés dans un module monté à gauche du canon mitrailleur.
- BMPT Terminator : modèle amélioré en 2002, il est armé de deux canons mitrailleurs 2A42 de calibre 30 mm et de quatre missiles 9M120 Ataka.
- Objet 183 BMPT-72 Terminator 2 : modèle dévoilé en 2013 pour être vendu sur les marchés étrangers, il reprend le châssis du T-72, permettant aux clients possesseurs de chars T-72 de les transformer en BMPT-72. Cette version simplifiée pèse 44 t et ne possède pas de lance-grenades automatiques et par conséquent, son équipage est réduit à trois hommes.
- Terminator 3: concept de BMPT monté sur le châssis du véhicule de combat d'infanterie lourd T-15.

## Galerie d'images

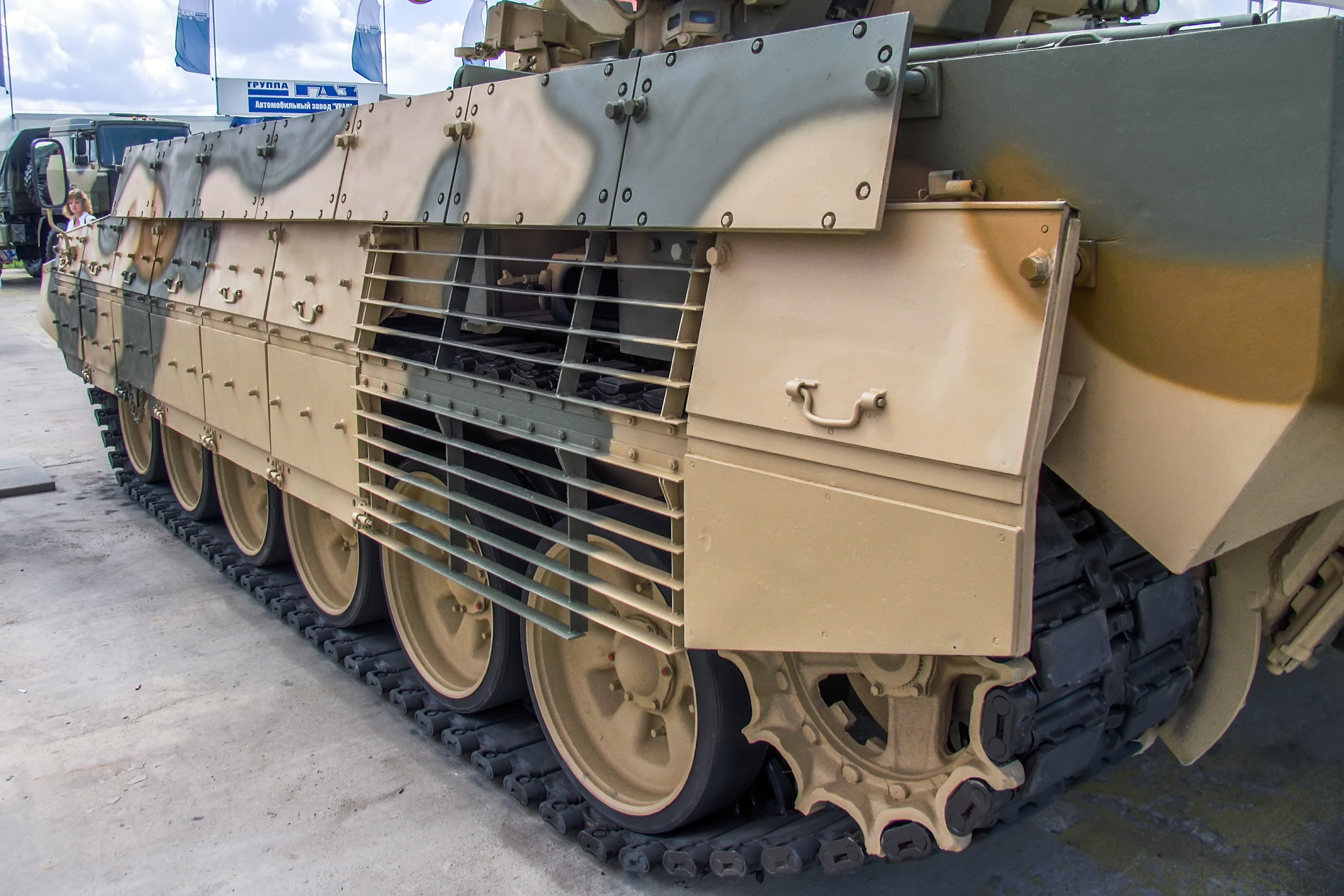
Le flanc du BMPT est protégé par des tuiles de blindage réactif explosif ainsi que par des grilles anti-RPG.
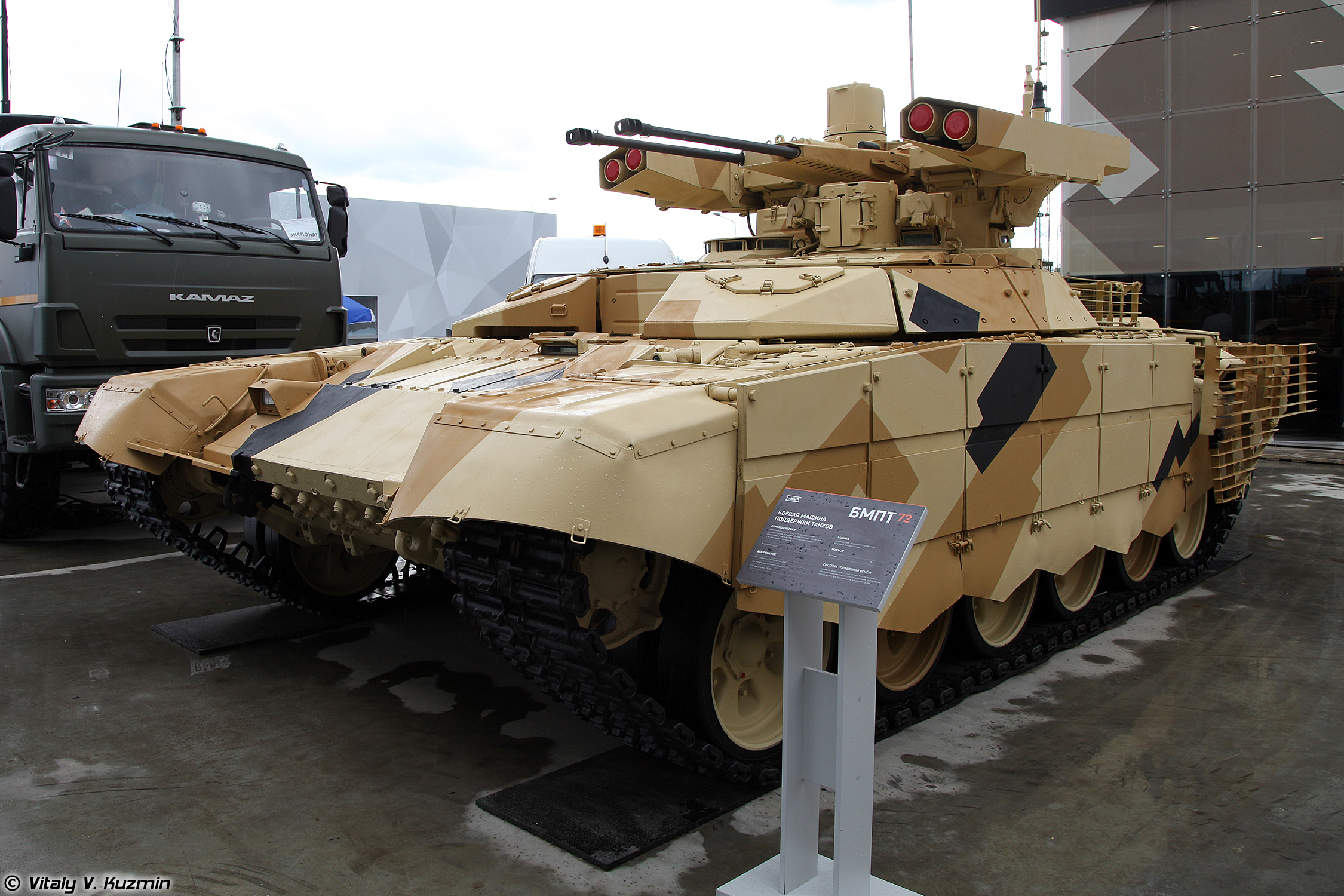
Le BMPT-72 Terminator 2.
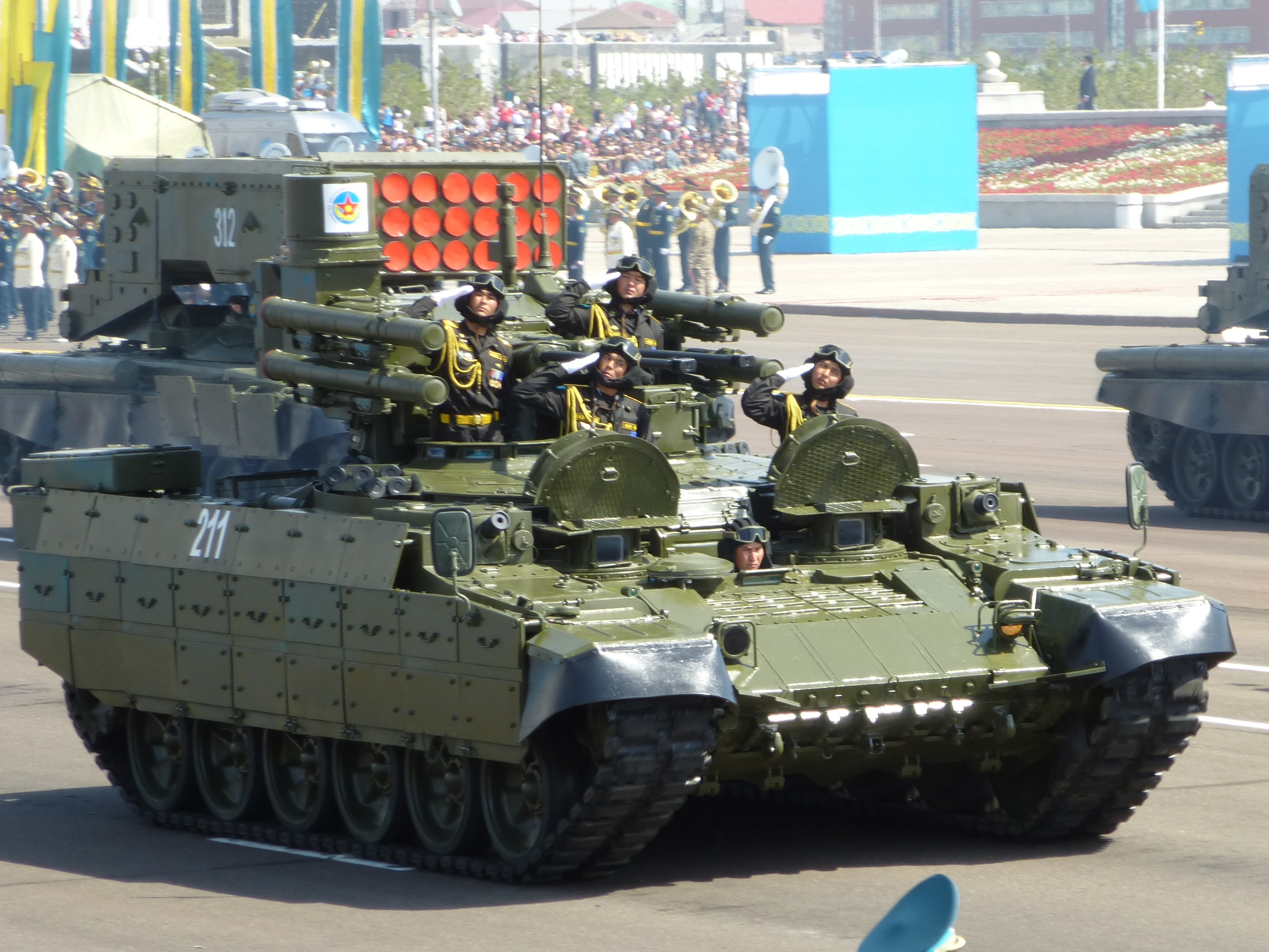
Un BMPT de l'armée de terre kazakh.
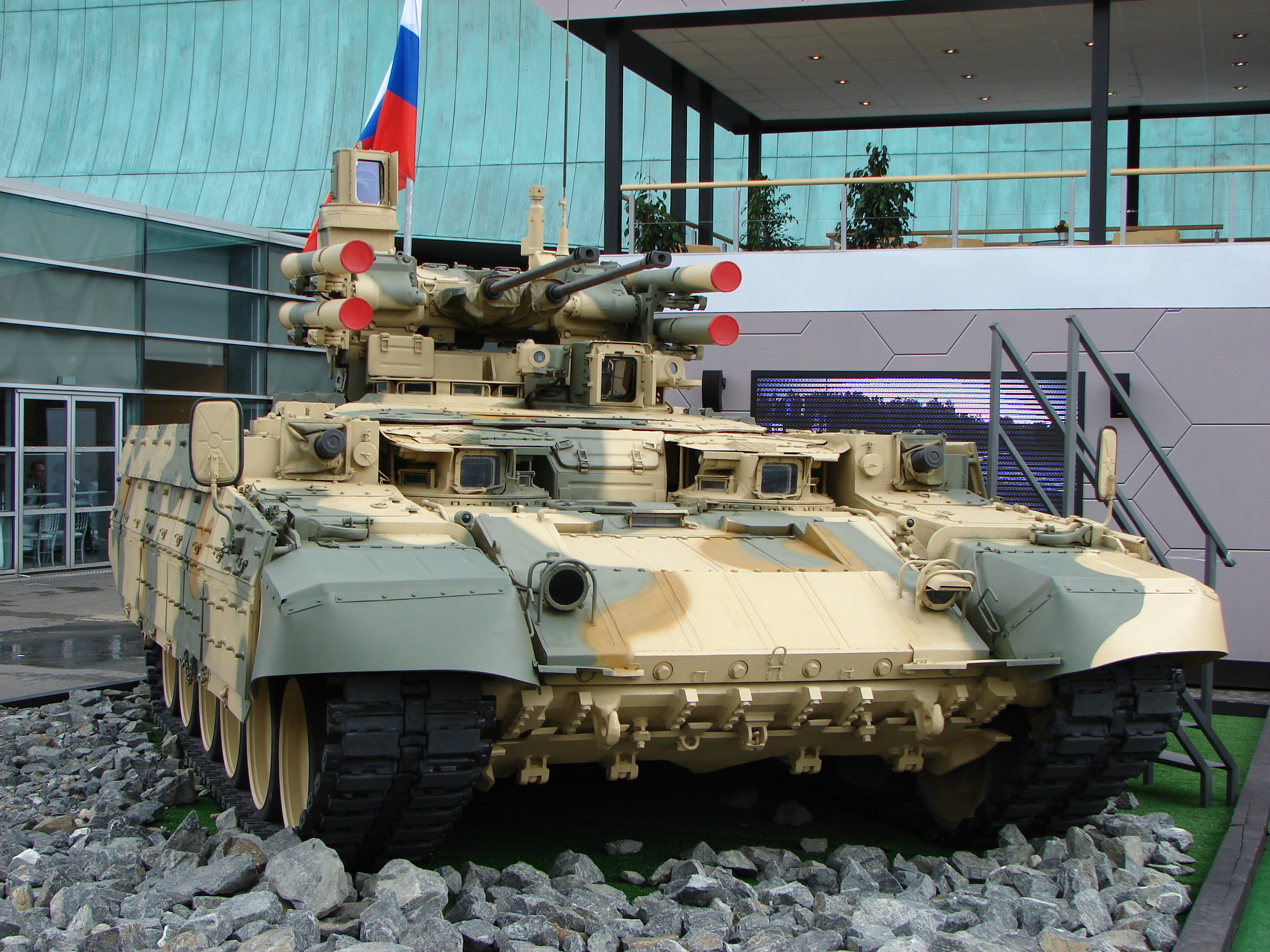
On peut apercevoir les deux lance-grenades automatiques de 30 mm montés au-dessus des chenilles.

## Pays utilisateurs
- Russie : Premier contrat signé en 2017[9]. Livraisons commencées en mars 2018[10]. Entré en service en avril 2018[11]. Première livraison à une unité opérationnelle dans le dernier trimestre 2020[12]. Usage en situation opérationnelle en 2022-2023[5].
- Algérie : L'Armée Algérienne a reçu un premier lot de 60 BMPT Terminator 2 en juin 2020[13].
- Kazakhstan : Premier lot de 10 exemplaires livrés entre 2012 et 2013.